# 丰收节
豐收節是指世界各地慶祝農作物豐收的農耕節日，由於各地的氣候和所種植的農作物不同，各文化的豐收節也定於不同的日期。人們過豐收節一般會享用新收穫的農作物，並有各類慶祝活動如音樂、舞蹈、聚會等。
豐收節在很多地區都是重要的節日，例如東亞漢字文化圈的中秋節就是當地的豐收節日，也是重要的傳統節日，東亞部份地區還有慶祝十成節。在北美，主要的豐收節日則是感恩節。而一些農耕神的神誕也被視為豐收節。

## 世界各地的豐收節
- 马来西亚：
  -  砂拉越：達雅節
  -  沙巴：豐收節 (馬來西亞)
- 爱尔兰：
  - 豐收節 (蓋爾人)